# Bahrain World Trade Center
Bahrain World Trade Center er en bygning i Bahrains hovedstad, Manama. Den består af to tårne, og er en af de højeste bygninger i Bahrain. Begge tårnene er 240 meter høje. Bygningen er den første skyskraber i verden som har integrerede vindmøller, for at producere energi til bygningen. Dette har givet bygningen flere priser for brug af teknologi og miljøvenlighed. Vindmøllene er beregnet til at producere 11-15%  af tårnenes energi, hvilket er 1.1-1,3 gigawatt årligt. Vindmøllene blev taget i brug første gang den 8. april 2008 -  samme år som bygningen stod færdig.
Vindmøllerne er udviklet og leveret af det danske firma Norwin A/S.